# Карбин, Люсьен
Люсьен Карбин (нид. Lucien Carbin, 1952, Суринам) — первый чемпион Европы по киокушинкай карате. Чемпион мира по кикбоксингу, чемпион Европы по савату и муай-тай. Тренер, который воспитал 36 чемпионов мира по разным версиям видам искусств.

## Биография
Люсьен родился в 1952 году в Суринам. Карбин начинал заниматься киокушинкай в зале у Йона Блюминга. Ему же он сдавал на первый дан. Первым сенсеем был Ян Плас. Вместе с Люсьеном в зале тренировались такие бойцы как Андре Бриллеман и Эдгар Кайро.
Карбин не женат, имеет пятерых детей.

### Карьера бойца
Карбина называют лучшим легковесом в истории ударных видов спорта. По его собственным словам он проигрывал всего единожды в жизни. Роб Каман и Эрнесто Хост — одни из первых учеников Люсьена — попали в спорт, влюбившись в его бои. В 1972 Люсьен увлекся боксом. В 74 выступал в Лондоне на первом чемпионате Европы по киокушинкаю на стадионе Уэмбли. На турнире было две категории. Первая — от 65 до 75 кг, вторая — более 75. Люсьен весил 62. На взвешивании ему приходилось одевать тяжелую одежду, чтобы его допустили до боев. Приз он получил из рук Оаямы. Как рассакзывает Люсьен, после турнира он не мог ходить несколько дней — настолько у него были отбиты ноги.

### Тренерская деятельность
Великий Карбин воспитал таких бойцов как: Тайрон Спонг, Гилберт Айвел, Алистар Оверим, Серхио Вилзен, Энди Ристи и др. Руководит клубом bien fighters, который считается одним из лучших в Голландии.

### Подготовка Емельяненко к бою с Филипповичем
Карбин тренировал Федора Емельяненко к бою с Мирко Филипповичем. Российский боец приезжал в Голландию для подготовки к поединку. Емельяненко опасался сильнейшего оружия хорвата — левого удара ногой в голову. Люсьен изучил манеру передвижения Филипповича и выработал наступательную стратегию для Емельяненко, которая не позволила оппоненту воспользоваться своим козырем. Во время поединка он не мог находится в углу россиянина, тк секундировал на том турнире Алистера Оверима. Карбин отзывался о Федоре как об очень физически сильном бойце. Люсьен несколько раз посещал Россию с обучающими семинарами.